# Steinsrud Station
Steinsrud Station (Steinsrud stasjon) er en tidligere jernbanestation på Dovrebanen, der ligger i Stange kommune i Norge.
Stationen blev oprindeligt oprettet som læsseplads 1. november 1882, to år efter at banen mellem Eidsvoll og Hamar stod færdig. Den blev opgraderet til holdeplads 1. januar 1885. Til at begynde med hed den Stensrud, men den skiftede navn til Steinsrud 1. februar 1926. Den blev nedgraderet til trinbræt 1. oktober 1939 men opgraderet til station 16. juni 1946. Den blev gjort fjernstyret og ubemandet 30. maj 1965. Betjeningen med persontog ophørte 1. juni 1980, hvorefter stationen har fungeret som fjernstyret krydsningsspor.
Ekspeditionen skete til at begynde med fra en banevogterbolig. Den blev revet ned til fordel for den nuværende stationsbygning, der blev opført i 1950 efter tegninger af Mads Løken.